# Vote à bulletin secret
Le vote à bulletin secret est une méthode de vote dans laquelle le choix du votant à une élection ou à un référendum est anonyme, tant au moment du vote, qu'après celui-ci. L'enjeu principal est d'assurer que l'électeur exprime un choix profond en empêchant toute tentative d'influence que ce soit par intimidation ou subornation. Mais cette méthode de vote à bulletin secret rompt la traçabilité du bulletin de vote jusqu'au votant, rendant ainsi difficile la vérification des votes en cas de litige.

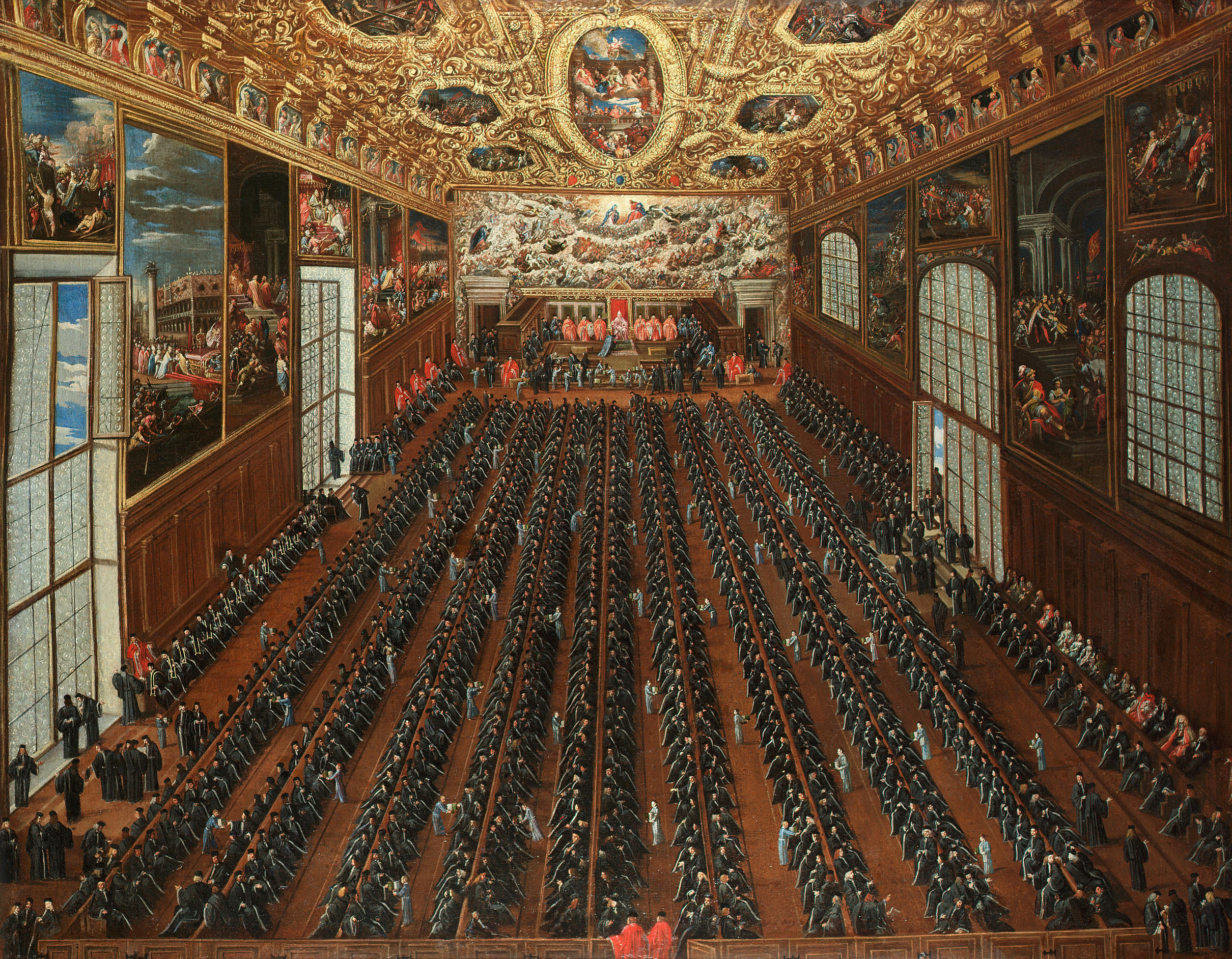
La salle du Grand Conseil de Venise (vers 1648-1650), par Joseph Heintz le Jeune ; dans la scène représentée, les patriciens effectuent un vote à bulletin secret pour élire de nouveaux magistrats.

## Les modalités d'un vote à bulletin secret
Les méthodes varient : un scrutin rudimentaire peut consister à inviter chaque électeur à écrire son vote sur un papier libre, tandis que sous la forme la plus élaborée, employée pour les élections, l'électeur est invité à placer un papier pré-imprimé dans une enveloppe, se plaçant pour cela dans un isoloir, après avoir choisi celui des papiers portant l'expression correspondant à son choix, ou coché les cases correspondant à son choix ou pratiqué les perforations s'il s'agit d'un bulletin à compléter.
Dans tous les cas, il s'agit d'une méthode de vote lourde, lente (les suffrages doivent être recueillis les uns après les autres par le même dispositif), et parfois coûteuse en comparaison du vote à main levée. Mais elle a l'avantage de soustraire chaque votant à l'influence d'un individu ou du groupe. C'est pourquoi l'exigence du vote à bulletin secret peut être lui-même l'objet de négociations.

## Histoire
Dès l'Antiquité, la question de préserver le secret du vote afin d'éviter que des pressions ou des représailles soient exercées sur les électeurs s'est posée. À Rome au IIe siècle av. J.-C., diverses lois (en) parmi lesquelles les lois Gabinia, Cassia et Papiria introduisent le vote à bulletin secret dans diverses institutions de la République. Au Moyen Âge la Sérénissime république de Venise inventa une urne dans laquelle on déposait des billes blanches ou noires avec des dispositifs spécialement conçus pour empêcher qu'au son ou à la vue les autres votants puissent deviner dans quelle partie de l'urne la bille était déposée. 
En France une première introduction du vote à bulletin secret eut lieu en 1795 avec la Constitution de l'an III qui prévoyait dans son article 31 « Toutes les élections se font au scrutin secret ». Elle réservait le droit de suffrage à une élite de riches possédants en raison d'un suffrage censitaire. Le secret du vote fut aboli lors du passage aux constitutions napoléoniennes. En 1848 la constitution de la IIe République réintroduisit le vote secret dans son article 24 « Le suffrage est direct et universel. Le scrutin est secret ». Son application fut cependant difficile dans un premier temps, les analphabètes étant nombreux.
Le vote secret fut introduit dans les années 1850 en Australie et en 1872 au Royaume-Uni.